# توقع تكيفي
في الاقتصاد، التوقع التكيفي (بالإنجليزية: Adaptive expectations)‏، هي عملية افتراضية يقوم من خلالها الناس باختيار توقعاتهم حول ما سيحدث في المستقبل على أساس ما حدث في الماضي. بمعنى اختيار توقعات مستقبلية بناءً على استقراء أحداث من الماضي القريب. فعلى سبيل المثال، إذا كان التضخم أعلى مما كان متوقعاً في الماضي، فإن الناس سينقحون التوقعات للمستقبل.
ومثالاً على ذلك، إذا كان {\displaystyle p^{e}} هو معدل التضخم في العام المُقبل و{\displaystyle p_{-1}^{e}} هو معدل التضخم العام الماضي و{\displaystyle p} هو معدل التضخم الفعلي لهذا العام، فإن المسألة ستكون على النحو التالي: 
{\displaystyle p^{e}=p_{-1}^{e}+\lambda (p-p_{-1}^{e})}
{\displaystyle \lambda } يكون ما بين 1 و0، وهذا يعني أن التوقعات الحالية للتضخم في المستقبل تعكس التوقعات السابقة، حيث يتم رفع التوقعات الحالية (أو خفضها) وفقاً للفجوة بين التضخم الفعلي والتوقعات السابقة.
ويمكن تطبيق نظرية التوقعات التكيفية على جميع الفترات السابقة بحيث تساوي التوقعات التضخمية الحالية:
{\displaystyle p^{e}=\lambda \sum _{j=0}^{\infty }((1-\lambda )^{j}p_{j})}
حيث أن {\displaystyle p_{j}} يساوي التضخم الفعلي و{\displaystyle j} هي السنوات في الماضي. 
كانت التوقعات التكيفية مفيدة في منحنى فيليبس الذي حدده ميلتون فريدمان. بالنسبة لفريدمان، يشكل العمال توقعات تكيفية، لذلك يمكن للحكومة أن تفاجئهم بسهولة من خلال تغييرات غير متوقعة في السياسة النقدية. وبما أن الوكلاء محاصرين بسبب الوهم النقدي، فإنهم غير قادرين على إدراك انفجار الأسعار والأجور بشكل صحيح، لذلك بالنسبة لفريدمان، يمكن دائما تخفيض البطالة من خلال التوسعات النقدية. والنتيجة هي ارتفاع مستوى التضخم إذا اختارت الحكومة إصلاح البطالة بمعدل منخفض لفترة طويلة من الزمن. 